# Saint-Michel-sur-Meurthe
Saint-Michel-sur-Meurthe és un municipi francès, situat al departament dels Vosges i a la regió del Gran Est. L'any 2007 tenia 2.052 habitants.

## Demografia

### Població
El 2007 la població de fet de Saint-Michel-sur-Meurthe era de 2.052 persones. Hi havia 802 famílies, de les quals 182 eren unipersonals (89 homes vivint sols i 93 dones vivint soles), 276 parelles sense fills, 308 parelles amb fills i 36 famílies monoparentals amb fills.
La població ha evolucionat segons el següent gràfic:
Habitants censats

### Habitatges
El 2007 hi havia 892 habitatges, 820 eren l'habitatge principal de la família, 27 eren segones residències i 45 estaven desocupats. 752 eren cases i 138 eren apartaments. Dels 820 habitatges principals, 642 estaven ocupats pels seus propietaris, 154 estaven llogats i ocupats pels llogaters i 23 estaven cedits a títol gratuït; 10 tenien una cambra, 30 en tenien dues, 86 en tenien tres, 201 en tenien quatre i 492 en tenien cinc o més. 739 habitatges disposaven pel capbaix d'una plaça de pàrquing. A 323 habitatges hi havia un automòbil i a 434 n'hi havia dos o més.

### Piràmide de població
La piràmide de població per edats i sexe el 2009 era:
| Homes | Edats   | Dones |
| ----- | ------- | ----- |
| 0     | 95 o +  | 0     |
| 0     | 90 a 94 | 0     |
| 8     | 85 a 89 | 20    |
| 8     | 80 a 84 | 8     |
| 8     | 75 a 79 | 36    |
| 28    | 70 a 74 | 36    |
| 68    | 65 a 69 | 40    |
| 40    | 60 a 64 | 36    |
| 48    | 55 a 59 | 48    |
| 60    | 50 a 54 | 48    |
| 92    | 45 a 49 | 92    |
| 88    | 40 a 44 | 60    |
| 88    | 35 a 39 | 116   |
| 76    | 30 a 34 | 72    |
| 40    | 25 a 29 | 40    |
| 56    | 20 a 24 | 20    |
| 52    | 15 a 19 | 36    |
| 104   | 10 a 14 | 72    |
| 104   | 5 a 9   | 68    |
| 48    | 0 a 4   | 48    |

## Economia
El 2007 la població en edat de treballar era de 1.338 persones, 1.022 eren actives i 316 eren inactives. De les 1.022 persones actives 930 estaven ocupades (493 homes i 437 dones) i 92 estaven aturades (38 homes i 54 dones). De les 316 persones inactives 112 estaven jubilades, 105 estaven estudiant i 99 estaven classificades com a «altres inactius».

### Ingressos
El 2009 a Saint-Michel-sur-Meurthe hi havia 828 unitats fiscals que integraven 2.096,5 persones, la mediana anual d'ingressos fiscals per persona era de 18.355 €.

### Activitats econòmiques
Dels 90 establiments que hi havia el 2007, 2 eren d'empreses extractives, 1 d'una empresa alimentària, 1 d'una empresa de fabricació de material elèctric, 10 d'empreses de fabricació d'altres productes industrials, 25 d'empreses de construcció, 16 d'empreses de comerç i reparació d'automòbils, 3 d'empreses de transport, 5 d'empreses d'hostatgeria i restauració, 2 d'empreses d'informació i comunicació, 4 d'empreses financeres, 13 d'empreses de serveis, 4 d'entitats de l'administració pública i 4 d'empreses classificades com a «altres activitats de serveis».
Dels 31 establiments de servei als particulars que hi havia el 2009, 1 era una oficina de correu, 5 tallers de reparació d'automòbils i de material agrícola, 2 paletes, 2 guixaires pintors, 6 fusteries, 9 lampisteries, 4 electricistes, 1 perruqueria i 1 restaurant.
Dels 3 establiments comercials que hi havia el 2009, 1 era una botiga de menys de 120 m², 1 una botiga d'electrodomèstics i 1 una joieria.
L'any 2000 a Saint-Michel-sur-Meurthe hi havia 11 explotacions agrícoles que ocupaven un total de 368 hectàrees.

## Equipaments sanitaris i escolars
L'únic equipament sanitari que hi havia el 2009 era una farmàcia.
El 2009 hi havia 1 escola maternal i 2 escoles elementals.

## Poblacions més properes
El següent diagrama mostra les poblacions més properes.